# روشناوند (گناباد)
روشناوند شهری از توابع بخش مرکزی شهرستان گناباد در استان خراسان رضوی ایران است. این شهر در ۲۵ کیلومتری شمال شرقی شهرستان گناباد قرار دارد و قبل از تبدیل شدن به شهر، بعد از بیلند پرجمعیت‌ترین روستای شهرستان گناباد بود.
شهر روشناوند از شرق به روستای بیمرغ، از شمال شرق به روستای نوده پشنگ، از شمال به روستای بند ازبک و از شمال غرب به روستای خیرآباد، از غرب به جاده آسیایی گناباد- تربت حیدریه و همچنین به روستای تاریخی عمرانی و از جنوب به روستای حاجی‌آباد محدود است.
محصولات کشاورزی شهر روشناوند عبارتند از: گندم، جو، پسته، زعفران، تره بار و…

## جمعیت
این شهر براساس سرشماری مرکز آمار ایران در سال ۱۳۹۵، جمعیت آن ۳۲۷۲ نفر (۹۲۱ خانوار) بوده‌است.

## اماکن تاریخی

### مسجد روشناوند
این مسجد دارای دو شبستان وضو خانه و آبدارخانه و اتاقی به عنوان کتابخانه و همچنین چند صوفچه بود. این بنا یک اثر تاریخی، مذهبی و ارزشمند بود که تاریخ بنای آن بر اساس کتیبه‌ای که در بالای محراب آن موجود می‌باشد مربوط به ۱۲۲۲ قمری بوده‌است. این مسجد در دهه هفتاد تخریب و بجای آن مسجد جدیدی بنا گردید. از بنای تاریخی فقط محراب آن بجای مانده‌است.

### آب‌انبار روشناوند
این آب انبار از آثار دوران صفویه بوده و با شماره ۱۵۵۶۳ در سال ۱۳۵۸ در فهرست آثار ملی ایران به ثبت رسیده‌است. این آب انبار دارای ایوان آجری با گچ بری‌های زیبایی می‌باشد.

### حمام روشناوند
این حمام هم‌اکنون مورد استفاده اهالی قرار دارد و از آثار دوره قاجاریه می‌باشد. این حمام نیز با شماره ۱۵۶۱۸ در سال ۱۳۵۸ در فهرست آثار ملی ایران به ثبت رسیده‌است.

## شورای شهر روشناوند
شورای شهر به منظور پیشبرد سریع برنامه‌ها از طریق همکاری مردم و نظارت بر امور شهر تشکیل شده‌است. شورای شهر روشناوند متشکل از ۵ عضو است که برای یک دورهٔ چهار ساله از طریق انتخابات برگزیده می‌شوند. هم‌چنین نظارت بر عملکرد شهرداری و انتخاب شهردار، تصویب بودجهٔ سالانهٔ شهرداری از دیگر وظایف شورای شهر است. از سال ۱۳۷۸ تاکنون (۱۴۰۰) شش دوره انتخابات شهر و روستا برگزار شده‌است:

### دوره ششم ۱۴۰۰–۱۴۰۴
اعضای دورهٔ ششم:
- اسماعیل کرمی ۸۴۵ رأی
- یداله شریفی روشناوند ۷۱۹ رأی
- محمد سلمانی ۶۶۸ رأی
- محسن قاسمی روشناوندی ۶۴۵ رأی
- خانم نجمه امامی روشناوند ۶۲۲ رأی